# Очеретник прямодзьобий
Очере́тник прямодзьобий (Limnoctites rectirostris) — вид горобцеподібних птахів родини горнерових (Furnariidae). Мешкає в Південній Америці.

## Опис
Довжина птаха становить 16-17 см, вага 16-21 г. Верхня частина тіла сірувато-коричнева, тім'я сіріше, над очима тонкі білі "брови". Крила і хвіст рудувато-коричневі. Горло біле, решта нижньої частини тіла білувата. Дзьоб сірий, знизу жовтувато-рожевий. Лапи жовтувато-сірі. Голос — швидка трель «ті-ті-ті-тітітітріітріі» з частотою 4-6,5 кГц і тривалістю 2,5-3,5 секунди.

## Поширення і екологія
Прямодзьобі очеретники мешкають на крайньому південному сході Бразилії (Санта-Катарина, Ріу-Гранді-ду-Сул), на сході і півдні Уругваю та на північному сході Аргентини (південь Ентре-Ріосу, північ Буенос-Айреса). Вони живуть на болотах та в заболочених місцевостях, а також в заростях дерев і чагарників на краях боліт, на висоті до 1000 м над рівнем моря. Характерною рисою середовища проживання прямодзьобих очеретників є наявність заростей миколайчиків, або карагуати. Також ці птахи зустрічаються далі від води, в заростях Eryngium pandanifolum.
Прямодзьобі очеретники зустрічаються переважно парами. Вони живляться комахами, зокрема твердокрилими, напівтвердокрилами і перетинчастокрилими, а також іншими безхребетними. Гніздо цих птахів має овальну форму з бічним входом, робиться з листя карагуати, розміщується в очереті. В кладці 3 білих яйця, насиджують і самиці, і самці.

## Збереження
МСОП класифікує стан збереження цього виду як близький до загрозливого. Прямодзьобі очеретники є досить поширеними на болотах в межах свого ареалу, однак їх ареал є фрагментованим. Їм загрожує знищення природного середовища.